# Danny Kass
Daniel "Danny" Kass (Pompton Plains, 21 de setembro de 1982) é um snowboarder estadunidense, medalhista de prata nos Jogos Olímpicos de Inverno de 2002 e 2006 no halfpipe.

## Carreira
Kass tem duas medalhas olímpicas de prata, uma conquistada nos Jogos Olímpicos de Inverno de 2002 e outra nos Jogos Olímpicos de Inverno de 2006, ambas na modalidade halfpipe.
Possui sete medalhas nos Winter X Games.
Atualmente é proprietário da Grenade Gloves, uma empresa de vestuário de inverno, com sede em Portland, Oregon.